# Harmen Beekkerk
Harmen Wouter Beekkerk, est un peintre néerlandais, né le 18 novembre 1756 à Leeuwarden et mort le 3 juin 1796 dans la même ville.

## Biographie
Élève de Johannes van Dreght (en) à Amsterdam de 1773 à 1776, il retourne ensuite à Leeuwarden. Il peint principalement des œuvres magistrales liées à l'histoire, la bible ou la nature.
Il a pour élèves  Carel Jacob van Baar van Slangenburgh , Petrus Groenia , Willem Bartel van der Kooi et Aldert Jacobs van der Poort. Il peint principalement des œuvres magistrales liées à l'histoire, la bible ou la nature ainsi que des retables. Son œuvre la plus impressionnante est visible dans l'hôtel de ville de Leeuwarden et représente les soixante-dix anciens d'Israël.
Il meurt le 3 juin 1796 des conséquences de la fièvre du zinc.

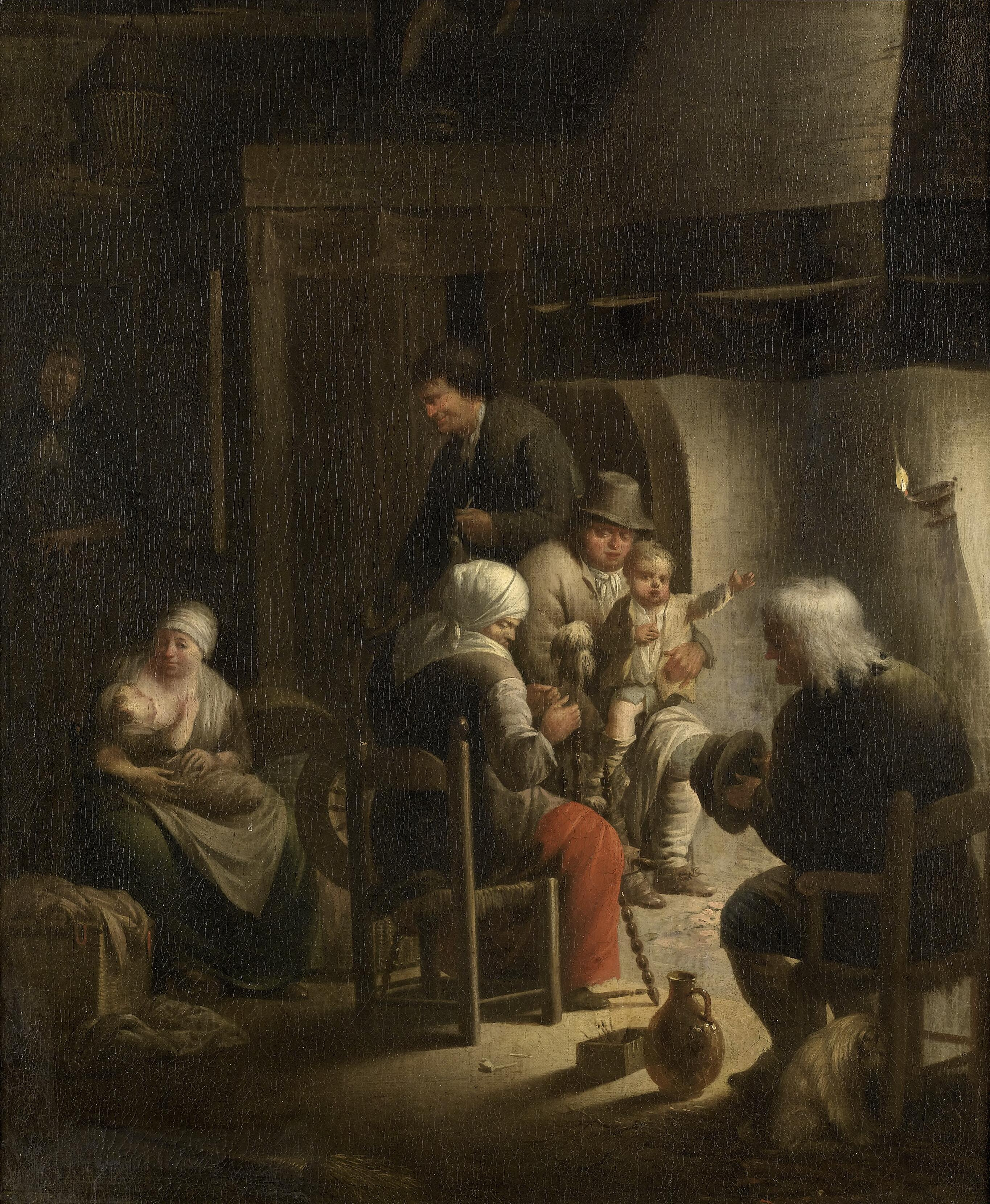
Intérieur de cuisine d'une famille paysanne (1794).